# Cher Ami

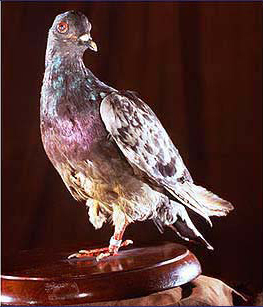
Il corpo di Cher Ami imbalsamato oggi custodito allo Smithsonian Institution

Cher Ami (Caro Amico in francese) (... - Contea di Monmouth, 13 giugno 1919) è stato un esemplare femmina di piccione donato da un gruppo di amatori alla divisione Signal Corps dell'Esercito degli Stati Uniti d'America operativa in Francia durante la prima guerra mondiale. Aiutò a salvare i membri appartenenti al "Battaglione Perduto" della 77ª divisione nel corso della battaglia delle Argonne avvenuta nell'ottobre del 1918.

## Servizio nella prima guerra mondiale
Il 3 ottobre 1918 il maggiore Charles Whittlesey e altri 500 soldati rimasero intrappolati in una piccola depressione su un lato della collina dietro le linee nemiche senza cibo, munizioni e sotto il fuoco amico delle truppe alleate le quali non conoscevano la loro posizione. Circondati dalle forze tedesche, molti membri della divisione vennero uccisi e feriti durante i primi due giorni della battaglia, solo 194 di loro sopravvissero. Vedendosi completamente isolato dalle truppe amiche, Whittlesey cercò di comunicare utilizzando dei messaggi spediti attraverso piccioni viaggiatori; il primo volatile riportava il messaggio "Many wounded. We cannot evacuate" ("Molti feriti. Non possiamo ritirarci") ma fu immediatamente abbattuto. Venne quindi spedito un secondo uccello con il messaggio "Men are suffering. Can support be sent?" ("Gli uomini stanno soffrendo. Potete darci supporto?") ma anche quest'ultimo venne ucciso prima di giungere a destinazione.
Rimase solo un ultimo piccione: Cher Ami, che venne inviata con una nota nell'astuccio agganciato alla zampa sinistra:
(Testo del messaggio portato da Cher Ami)
Quando Cher Ami spiccò il volo i tedeschi la videro sbucare dai cespugli e aprirono il fuoco; per alcuni istanti Cher Ami volò schivando le pallottole a lei dirette, ma venne colpita. Nonostante fosse ferita, la volatile riuscì ugualmente a recapitare il messaggio al quartier generale della divisione percorrendo 25 miglia in soli 65 minuti; grazie al suo aiuto alcuni membri della 77ª riuscirono a salvarsi. Cher Ami effettuò con successo la consegna nonostante le ferite riportate al petto e all'occhio, giungendo a destinazione completamente ricoperta di sangue e con una zampa quasi del tutto staccata dal corpo.
Cher Ami divenne l'eroina della divisione. I medici dell'esercito riuscirono a salvarle la vita ma furono costretti ad amputarle la zampa ferita, così le costruirono una protesi utilizzando dei piccoli pezzi di legno. Quando terminò la convalescenza e fu di nuovo in forze per volare, Cher Ami venne caricata su una nave diretta verso gli Stati Uniti d'America alla presenza del generale John Pershing in persona.

## Riconoscimenti
Al suo arrivo negli Stati Uniti d'America, Cher Ami fu considerata uno dei più grandi eroi americani della Grande guerra. Venne insignita con la Croix de guerre e la medaglia Oak Leaf Cluster per i suoi eroici servizi di consegna messaggi. Si calcolò infatti che durante i suoi dodici viaggi compiuti da Verdun a Rampont riuscì a recapitare con successo ogni comunicazione percorrendo una distanza media di 30 chilometri in un tempo di 24 minuti. Morì a Fort Monmouth nel New Jersey il 13 giugno 1919 a causa delle ferite ricevute in battaglia. Il suo corpo fu imbalsamato e conservato presso lo Smithsonian Institution, successivamente trasferito nel National Museum of American History dove è attualmente esposto.

## Sesso
Cher Ami fu sempre ritenuta un maschio; solo durante la procedura di imbalsamazione si scoprì che era in realtà di sesso femminile, infatti nei documenti di guerra veniva sempre indicata al maschile e questo errore di genere continua ancora oggi su molti testi di storia militare.